# Liste der hanseatischen Gesandten im Osmanischen Reich
Die hanseatischen Gesandten im Osmanischen Reich liste die diplomatischen Vertreter der drei freien Hansestädte Bremen, Hamburg und Lübeck im Osmanischen Reich, während der Tanzimat-Periode in der zweiten Hälfte des 19. Jahrhunderts. Die Chefs der Mission waren auch als hanseatische Gesandte bei der Hohen Pforte bekannt, da der osmanische Regierungssitz in Konstantinopel damals auch Hohe Pforte genannt wurde.

## Geschichte
Die Hansestädte Lübeck, Hamburg und Bremen verfügten nach den 1839 zwischen dem Hanseatischen Ministerresidenten in London James Colquhoun und dem osmanischen Großwesir Mustafa Reşid Pascha aufgenommenen Verhandlungen mit Abschluss des Freundschafts- und Handelsvertrages vom 18. Mai 1841 über gemeinsame diplomatische Vertreter in Konstantinopel, die zunächst als Geschäftsträger akkreditiert waren. Der erste war Colquhouns Sohn Patrick Colquhoun (1841–43). Ihm folgte 1841 der spanische Ministerresident Antonio López de Córdoba, der die Vertretung neben der des Königreichs Spaniens mit übernahm. 1847–59 übernahm der Hamburger Orientalist Andreas David Mordtmann die Vertretung der drei Schwesterstädte an der Hohen Pforte mitsamt der noch unter seinem Vorgänger gebildeten Hanseatischen Kanzlei, die so zur Hanseatischen Gesandtschaft in Konstantinopel wurde. In Mordtmanns Dienstjahre fiel insbesondere der Krimkrieg und er hatte während seiner Amtsdauer die Handelsinteressen der Städte durch die Bildung neuer Konsulate im Bereich der Donaumündung und entlang der Schwarzmeerküste zu unterstützen.
Ab 1. Juli 1859 wurden die Hansestädte staatsvertraglich durch den preußischen Gesandten in Konstantinopel mit vertreten. Mit der Reichsgründung ging die Vertretung auf das Deutsche Reich über, das in Konstantinopel die Deutsche Botschaft Konstantinopel einrichtete, die heute als Generalkonsulat in Istanbul fortbesteht.

## Missionschefs
1841: Aufnahme diplomatischer Beziehungen
| Amtszeit  | Name                     | Lebensdaten                          | Anmerkungen                                                                                          | Porträt |
| 1841–1843 | James Colquhoun          | 1780–1855                            | |         |
| 1843–1847 | Antonio López de Córdoba |                                      | Hauptamtlich spanischer Gesandter in Konstantinopel, vorher 1832/33 spanischer Botschafter in London |         |
| 1847–1859 | Andreas David Mordtmann  | 11. Februar 1811 – 30. Dezember 1879 | Orientalist, hanseatischer Geschäftsträger, später Generalkonsul der Hansestädte                     |         |

1859 Auflösung der Mission